# Лобзоватый (Благовещенский район)
Лобзоватый — упразднённый в 1983 году посёлок в Благовещенском районе Алтайского края России. На момент упразднения входил в состав Алексеевского сельсовета.

## Название
Своё название посёлок получил от слова «лабза» — то есть топкое место.
В свою очередь, по посёлку был назван железнодорожный разъезд на территории нынешнего Завьяловского района.

## География
Посёлок находился в западной части Алтайского края, в степной зоне, южнее урочища Долгий лес, на расстоянии примерно 2,5 километров (по прямой) к северу от села Алексеевка.

## История
Основан в 1910 году переселенцами деревни Анахино и прочих поселений Курской губернии. В 1928 г. состоял из 52 хозяйств. В административном отношении входил в состав Алексеевского сельсовета Благовещенского района Славгородского округа Сибирского края.
В 1930-е годы образован колхоз «Красный россиец». С 1950-х годов являлся отделением колхоза «Искра», а позже «Алексеевский».
Исключён из учётных данных в 1983 году.

## Население
В 1910 году на весёлках проживало 285 человек (146 мужчин и 139 женщин), основное население — русские.